# Shining Hope for Community
Shining Hope for Community ou SHOFCO é uma comunidade baseada na iniciativa jovem que opera nas favelas em Kibera, Nairobi.
A organização foi criada em Fevereiro de 2006 para servir de instumento de mudança para os jovens de Kibera desenvolvendo ao máximo suas habilidades potenciais individuais.

## Estrutura
A organização extrai a maioria de seus membros da comunidade Kibera e tem uma estrutura que assegura independência, responsabilidade coletiva e obrigações do Comitê Executivo, Diretores de departamento e Assembléia Geral. Para por em prática suas atividades, SHOFCO esta estruturada em quatro departamentos:
- Comunicação e informação
- Esportes
- Teatro
- Saúde e Sanitarismo

## Filosofia
SHOFCO acredita que informação traz transformação e consequentemente criando uma sociedade informada deveria ser o primeiro passo para o desenvolvimento da humanidade.